# Casting

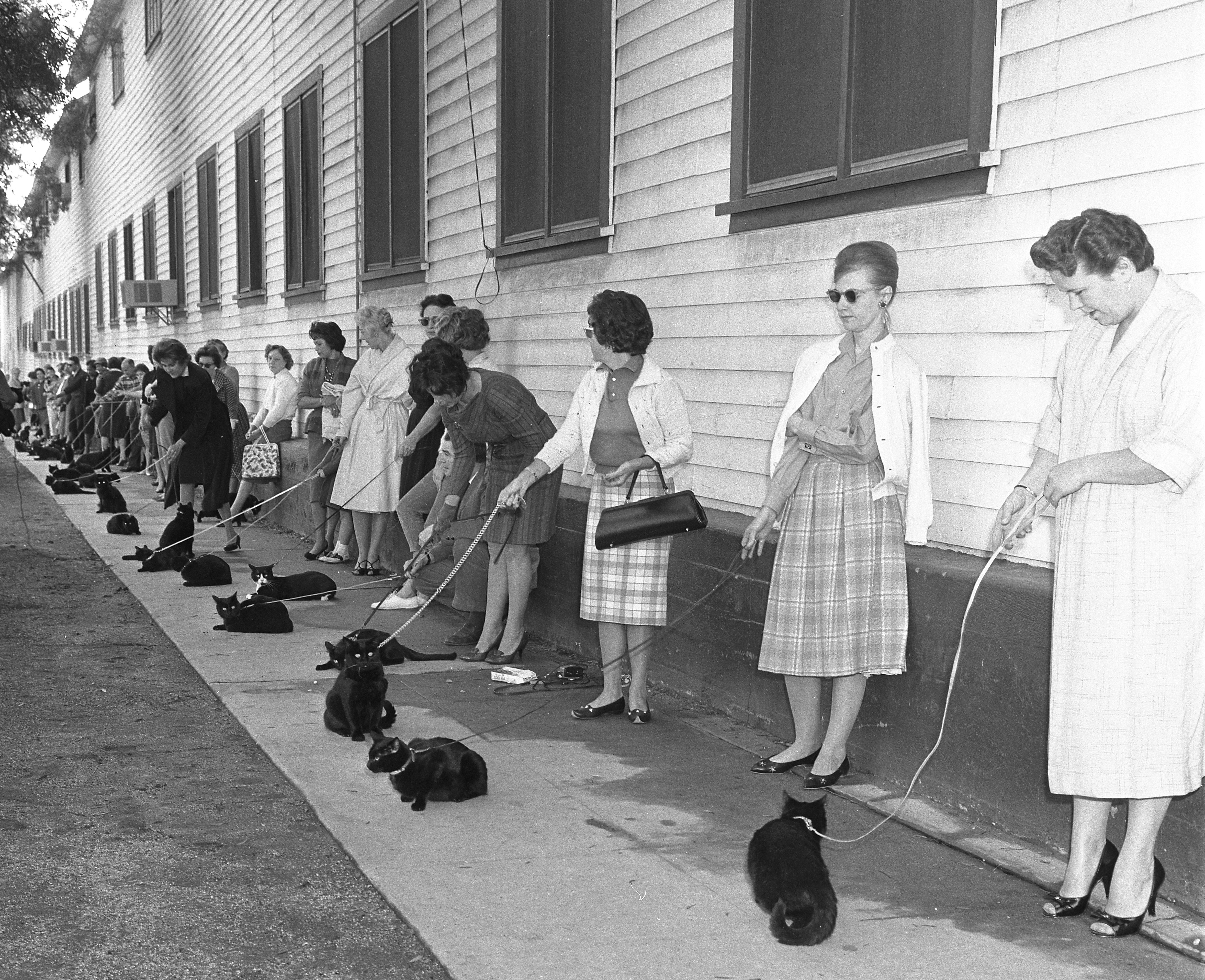
Casting czarnych kotów do filmu Opowieści niesamowite (1961)

Casting [wymowa: kasting], kasting – spotkanie, na którym dokonuje się wyboru aktora, modela, prezentera do roli w filmie lub reklamie, występu w pokazie mody i tym podobnych.
Aktorzy nieprofesjonalni lub bez menedżera (dzieci, modele, statyści) zazwyczaj korzystają z usług agencji castingowych (informujących o zbliżających się castingach).